# 111558 Барретт
111558 Барретт (111558 Barrett) — астероїд головного поясу, відкритий 6 січня 2002 року Бертоном Л. Стівенсоном.
Тіссеранів параметр щодо Юпітера — 3,179.